# Пулай

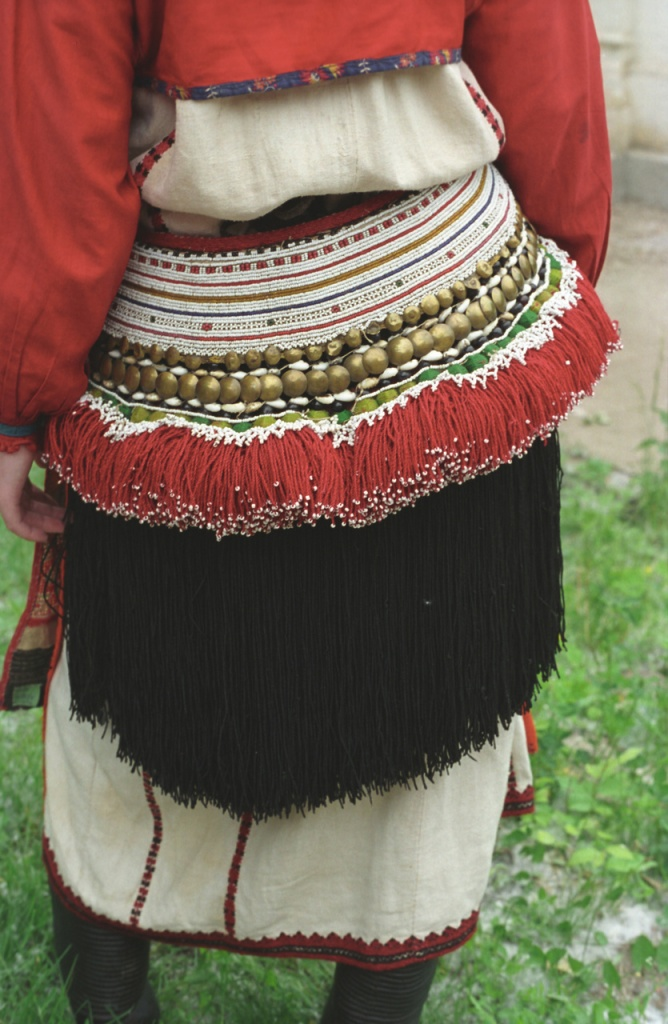
Пулай

Пулай — жіноча прикраса ерзянок, яку носять на поясі. Один з головних атрибутів жіночого ерзянського вбрання.
Пулай підвязували ззаду, зверху сорочки, на стегнах. Одягали у 13-14 років та носили до старості. Чим старіша жінка — тим важчий її пулай. Його вага доходила до 30 кг. Розрізняють пулаї двох видів: без валіка (пулокаркс, цьококарс) та з валиком (пулагай, пулай, пулакш). У його основі — прямокутний шматок картону чи повсті (20-30 см). Лицьову сторону прикрашали вишивкою, плоськими ґудзиками, мушлями, бахромоюз мідних ланцюжків та кольорового бісеру.